# جمعية الباحثات والتقنيات (إسبانيا)
جمعية الباحثات والتقنيات (AMIT) هي منظمة إسبانية غير حكومية وغير ربحية ، ذات نطاق وطني، تضم باحثات وتقنيات من مختلف التخصصات، من الجامعات والمجلس الوطني الإسباني للبحوث (CSIC)، وقطاع الصناعة. هدفها الرئيسي هو تعزيز تكافؤ فرص النساء في المشاركة في الأنشطة البحثية في جميع فروع المعرفة وفي القطاع التكنولوجي. 

## تاريخ
أسست منظمة AMIT في ديسمبر 2001، كنتيجة لخطة عمل الاتحاد الأوروبي لتعزيز المساواة بين الجنسين في مجال العلوم و التكنولوجيا. وقد أدى ذلك إلى إصدار تقرير ETAN (شبكة تقييم التكنولوجيا الأوروبية )، الذي نشر عام 2000، والذي روجت له مجموعة هلنسكي ، والذي يدرس وضع المرأه في مجال العلوم في 30 دولة، وهي مسجلة في إسبانيا كمنظمة غير ربحية (رقم السجل الوطنى168835، القسم 1)
أقيم العرض الرسمي للجمعية في 5 يونيو 2002د في مركز المؤتمرات مدريد، كجزء من مؤتمر المرأه و العلوم الذي نظمته وزارة العلوم و التكنولوجيا كجزء من فعاليات الفصل الدراسي الإسباني لرئاسة الاتحاد الأوروبي، وتم تقديمه لاحقا في الجامعات ومركز الأبحاث.

## الأهداف والأنشطة
AMIT هي إحدى المنظمات التى تشكل المنصة الأوروبية للنساء العالمات. ووفقا لنظامها الأساسي، فإن أهدافها الرئيسية هي :
- تعزيز المساواة بين المرأه و الرجل في الوصول إلى أنشطة البحث في العلوم الطبيعية أو الاجتماعية، والعلوم المادية، والعلوم الإنسانية.
- رفع مستوي الوعي في المجتمع حول حالات و آليات التمييز.
- تحقيق فرص متساوية طوال حياتهم المهنية للباحثات و التقنيات في القطاعين العام و الخاص.

- إعداد التوصيات و التعاون مع المنظمات الأوروبية و الدولية الأخرى لتسهيل تقدم المرأه في مجال العلوم.

لتحقيق هذه الأهداف، تنفذ AMIT سلسلة من الأنشطة و المبادرات ؛ أبرزها تنظيم اجتماع سنوي ، يتضمن يوما للنقاش حول قضايا النوع الاجتماعي و العلوم و التكنولوجيا. ولتعزيز المسارات العلمية والتقنية وزيادة عدد النساء اللواتي يدخلن هذه المجالات المعرفية، شاركت AMIT منذ عام 2008 في تنظيم فعاليات "يوم الفتاه" لطالبات المدارس الثانوية. تسلط هذه الفعاليات الضوء على النساء العاملات في قطاع العلوم و التكنولوجيا، في الأوساط الأكاديمية و التجارية، وتشمل زيارات لمعاهد البحوث و الشركات العاملة في هذا القطاع. كما تشارك الجمعية في تنظيم دورات وسلسلة مؤتمرات.

## أعضاء
تضم الجمعية أكثر من 700 عضو، يعمل أكثر من نصفهم في العلوم التجريبية وحوالي الثلث في تخصصات العلوم الإنسانية. و5 في مجال العلوم الاجتماعية . 5% في الهندسة و العمارة بين عامي 2007 و2010، كانت كارمين فيلا رئيسة حاصلة على شهادة في العلوم الكيميائية وتم تعيينها وزيرة دولة للبحث و التطوير و الابتكار في عام 2012 كما تولى الرائسه ايضا الأشخاص التاليون :

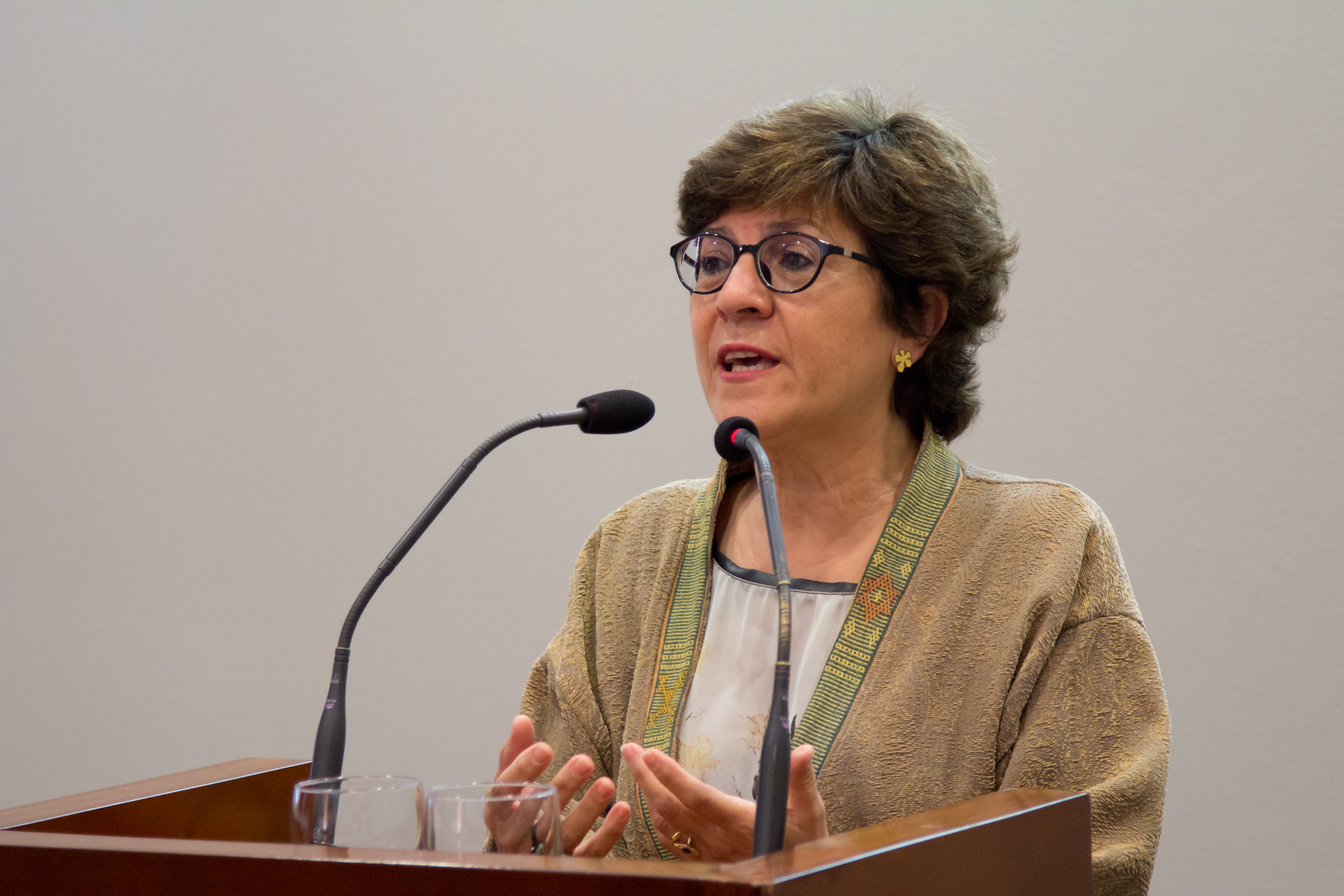
كابيتولينا دياز، رئيسة الجمعية، خلال الماراثون التحريري لإبراز دور النساء العالمات على ويكيبيديا.

- كابيتولينا دياز ، دكتوراه في علم الاجتماع وأستاذة في قسم علم الاجتماع بجامعة فالنسيا .
- بيلار لوبيز سانشو ، حاصلة على درجة الدكتوراه في العلوم الفيزيائية وباحثة علمية في معهد علوم المواد في مدريد ( CSIC ) منذ عام 1990.
- فلورا دي بابلو ، دكتورة في الطب، باحثة علمية في مركز الأبحاث البيولوجية في مدريد ( CSIC ) ومنذ عام 2007 المدير العام لمعهد كارلوس الثالث للصحة التابع لوزارة الصحة والاستهلاك . [2]